# 維亞切斯拉夫·克拉夫佐夫
維亞切斯拉夫·瓦列里約維奇·克拉夫佐夫（烏克蘭語：В’ячеслав Валерійович Кравцов，羅馬化：Viacheslav Valeriiovych Kravtsov，1987年8月25日—）為烏克蘭男子籃球運動員，場上位置為中鋒。

## 職業生涯
2009年克拉夫佐夫參加NBA選秀，在沒有被球隊選中後，他又回到基輔打了一個賽季。 2010年7月，他代表波士顿凯尔特人參加2010年NBA夏季聯賽。
2012年7月14日，克拉夫佐夫加盟底特律活塞。NBA生涯總計出賽45場，留下場均2.2分、1.4籃板、0.2助攻的成績。
2022年12月15日，克拉夫佐夫加盟P. LEAGUE+高雄17直播鋼鐵人。2023年3月18日，鋼鐵人宣布與克拉夫佐夫解除合約，克拉夫佐夫替鋼鐵人出賽13場，場均可挹注21.1分、11.4籃板、1.6助攻、1抄截、1.4阻攻。

## 生涯數據

### NBA

#### 例行賽
| 賽季     | 球隊         | GP | GS | MPG | FG%  | 3P%  | FT%  | RPG | APG | SPG | BPG | PPG |
| -------- | ------------ | -- | -- | --- | ---- | ---- | ---- | --- | --- | --- | --- | --- |
| 2012–13  | 底特律活塞   | 25 | 0  | 9.0 | .717 | .000 | .297 | 1.8 | .4  | .2  | .4  | 3.1 |
| 2013–14  | 菲尼克斯太阳 | 20 | 0  | 3.0 | .513 | .000 | .500 | .9  | .1  | .0  | .1  | 1.0 |
| 生涯總計 | 生涯總計     | 45 | 0  | 6.3 | .672 | .000 | .333 | 1.4 | .2  | .1  | .2  | 2.2 |

## 國家隊生涯
2013年克拉夫佐夫幫助烏克蘭國家籃球隊獲得了自蘇聯解體以來的首次FIBA世界盃參賽資格，他在2013年歐洲籃球錦標賽中以平均每場兩次阻攻的成績領先所有人。在2014年世界盃籃球賽上他場均得到7.4分和5.6個籃板。

## 外部連結
- 維亞切斯拉夫·克拉夫佐夫的Instagram帳戶
- 維亞切斯拉夫·克拉夫佐夫在fiba.basketball（英语）
- 維亞切斯拉夫·克拉夫佐夫在archive.fiba.com（存檔）（英语）
- 維亞切斯拉夫·克拉夫佐夫在NBA官網（英语）
- 維亞切斯拉夫·克拉夫佐夫在歐洲籃球聯賽官網（英语）
- 維亞切斯拉夫·克拉夫佐夫在西班牙篮球甲级联赛官網（球員）（西班牙语）
- 維亞切斯拉夫·克拉夫佐夫在TBLStat.net（英语）
- 維亞切斯拉夫·克拉夫佐夫在VTB聯賽官網（英语）
- 維亞切斯拉夫·克拉夫佐夫在俄羅斯籃球協會官網（俄语）
- 維亞切斯拉夫·克拉夫佐夫在中国男子篮球职业联赛官網
- 維亞切斯拉夫·克拉夫佐夫在B.LEAGUE官網（日语）
- 維亞切斯拉夫·克拉夫佐夫在P. LEAGUE+官網
- 維亞切斯拉夫·克拉夫佐夫在Basketball-Reference.com（NBA）（英语）
- 維亞切斯拉夫·克拉夫佐夫在Basketball-Reference.com（國際）（英语）
- 維亞切斯拉夫·克拉夫佐夫在ESPN（NBA）（英语）
- 維亞切斯拉夫·克拉夫佐夫在Eurobasket.com（球員）（英语）
- 維亞切斯拉夫·克拉夫佐夫在Proballers（英语）
- 維亞切斯拉夫·克拉夫佐夫在RealGM（球員）（英语）
- 維亞切斯拉夫·克拉夫佐夫在中国篮球数据库
- (PDF). Advantage Sport Agency.